# Meir Tobianski
Meir Toubianski (מאיר טוביאנסקי en hébreu), (20 mai 1904 à Kaunas, Lituanie – 30 juin 1948 à Baït Djiz (he) en Israël) a été commandant dans l’Armée britannique et il fut avant l'indépendance de l'Etat d'Israël le 14 mai 1948 également capitaine dans l’Haganah. Il est maintenu dans ce grade lors de la création de l'armée israélienne, par l'ordonnance n°4 du 26 mai 1948 du gouvernement de l'Etat d'Israël portant sur la création de l'armée de défense d'Israël (Tsahal en initiales hébraïques), fusion des anciennes troupes de la Haganah, du Palmach, de l'Irgun et du Lehi. 
Il est l'un des deux seuls condamnés à mort  en Israël, exécuté par un détachement de l'armée israélienne, l’autre condamné à mort de la justice israélienne , qui fut pendu, après un procès qui dura un an environ,  étant l’officier supérieur SS Adolf Eichmann (qui avait un grade dans la S.S. équivalent à celui de lieutenant-colonel de l'armée allemande) le 31 mai 1962 à Ramla. 
Meir Toubianski fut faussement reconnu coupable de haute trahison par une cour martiale improvisée. Il fut jugé et interrogé par Isser Bééri (directeur du SHAY et du Aman), David Kron, Abraham Kidron (he) et le colonel Binyamin Gibly (he) (directeur du SHAY pour le district de  Jérusalem), ce dernier agissant comme juge en chef. 
Meir Toubianski fut fusillé, de dos, quelques heures plus tard après le prononcé de la sentence, par un peloton d’exécution formé pendant le “procès” par Isser  Bééri, avec des militaires de la brigade Yiftah,
Il fut disculpé et réhabilité un an plus tard le 3 juillet 1949. Il fut alors inhumé dans le cimetière militaire du Mont Herzl avec les honneurs militaires,.